# Darnózseli

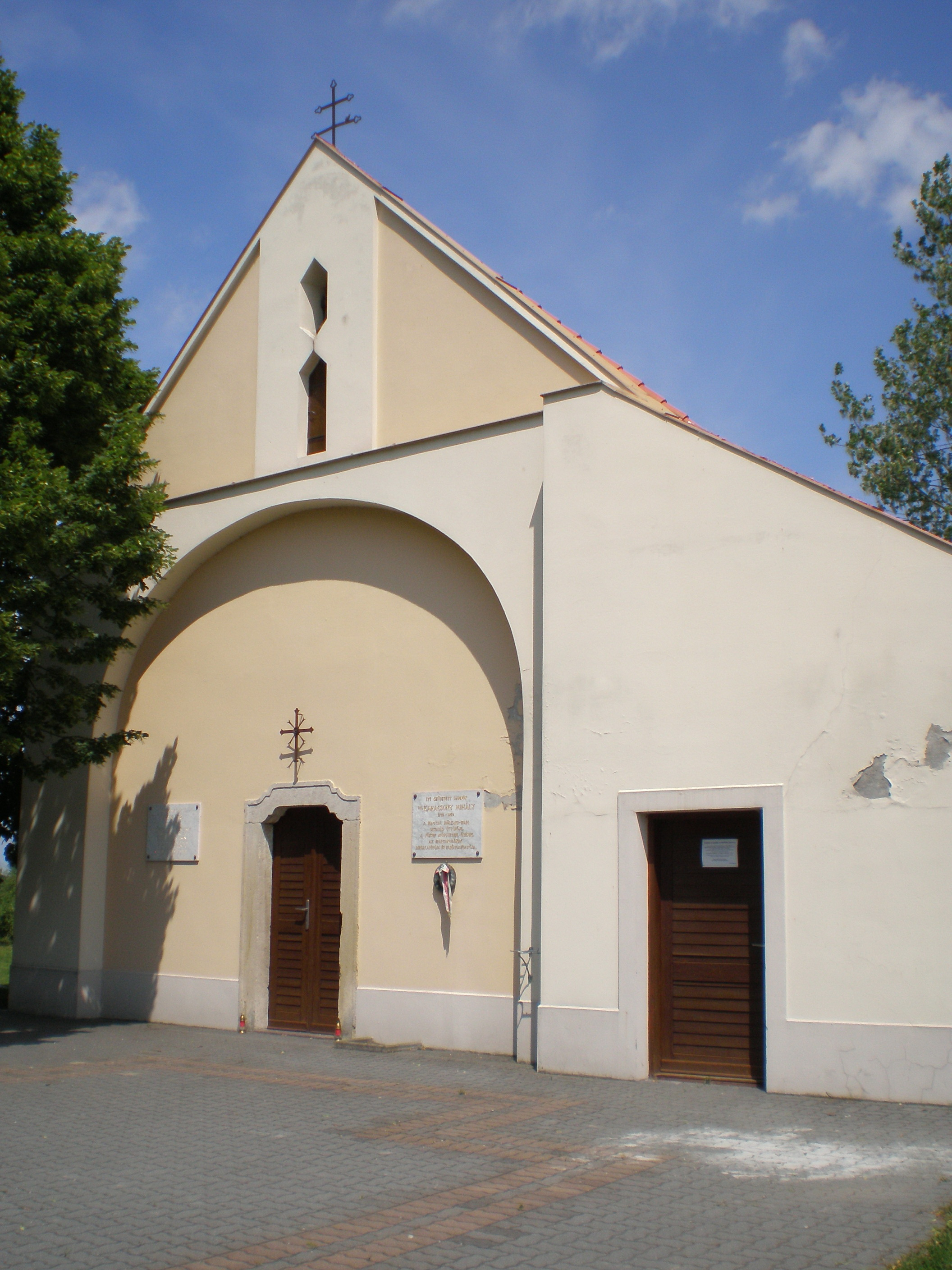
A temetőkápolna

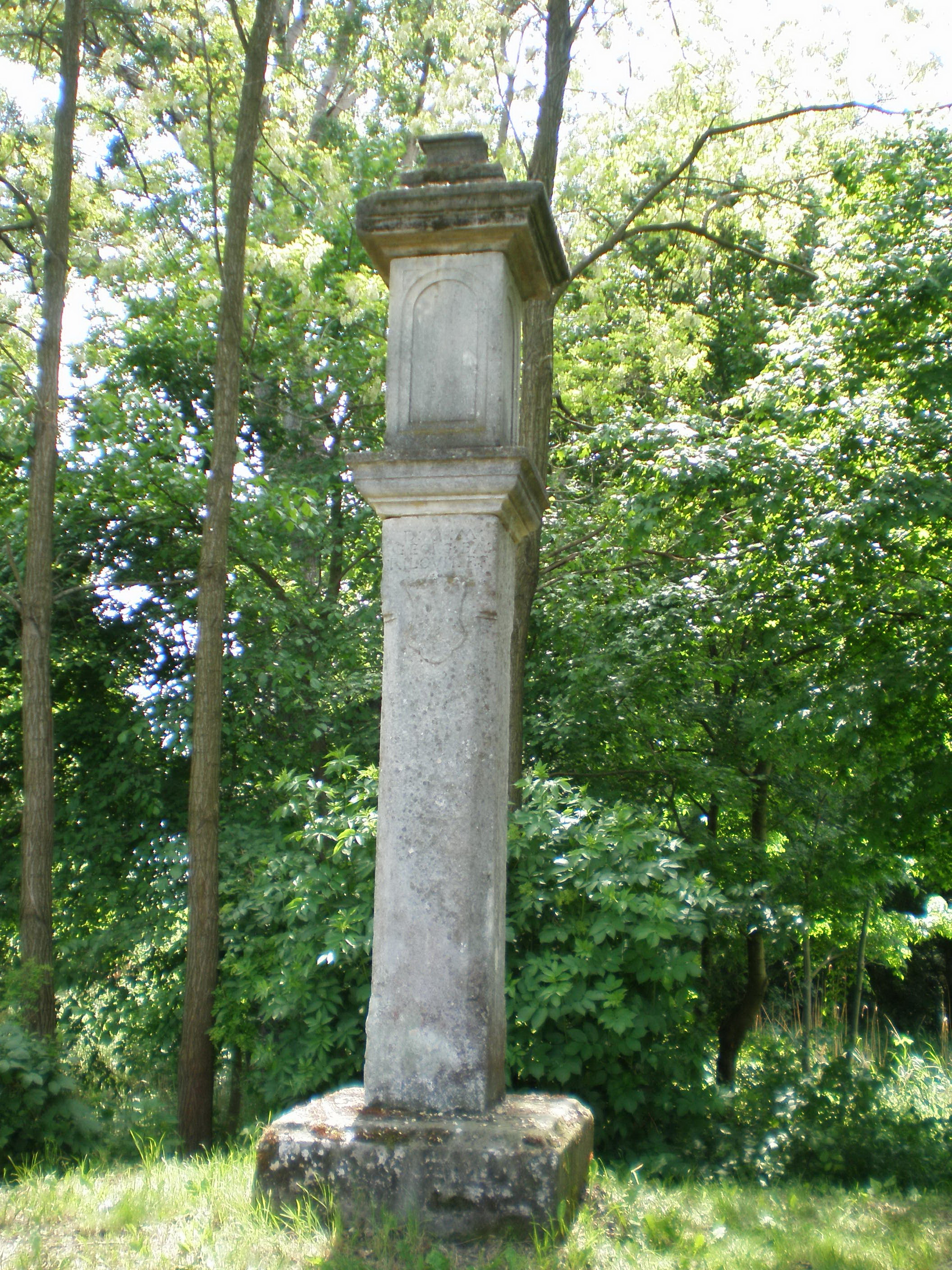
A francia oszlop

Darnózseli (németül: Dornach-Schöllern) község Győr-Moson-Sopron vármegye Mosonmagyaróvári járásában.

## Fekvése
A település a Szigetközben, ezen belül is az úgynevezett Felső-Szigetközben található. Az Öreg-Dunától körülbelül 4 kilométerre, a Mosoni-Dunától mintegy 3 kilométerre fekszik; Mosonmagyaróvártól 16, a megyeszékhely Győrtől pedig 28 kilométerre található. A környező települések: északon Püski, Kisbodak és Dunaremete, keleten Lipót, délkeleten Hédervár, délnyugaton Novákpuszta (Kimle településrésze) és Kimle, északnyugaton pedig Arak (Halászi településrésze). Sűrűn települt ezen a részen Szigetköz, hiszen a távolság a szomszédos községek között csupán 3–4 kilométere.

### Közlekedése
Darnózseli főutcája az egész Szigetköz egyik legfontosabb útjának számító, Győrtől Mosonmagyaróvárig húzódó 1401-es út. A település lakott területének déli szélén csatlakozik be ebbe az útba a Kimle-Novákpuszta felől induló 1404-es út – Darnózseli ezen az úton érhető el legegyszerűbben az M1-es autópálya felől –; a két útnak a település belterületén körülbelül egy kilométernyi közös szakasza van, majd a központban az 1404-es elágazik Lipót felé. Határszélét délen, illetve keleten, egy-egy rövid szakaszon érinti még az 1403-as és az 1411-es út is.

## Története
Az országutat a tatárjárás és a mohácsi vész közötti időszakban létesítették, csupán az 1960-as évek elején aszfaltozták le. A község lakóinak többsége (őslakosok) magyar nemzetiségű. Azonban ma már néhány horvát, szlovén és német nemzetiségű lakos is él itt. Vallási szempontból is homogén a lakosság, hiszen zömmel római katolikus vallásúak. Az utóbbi 25-30 évben házasság, illetve munkahely révén települtek be református, illetve evangélikus vallásúak is. Zsidó vallásúak az 1800-as évek közepétől éltek Darnózselin, egészen 1944-45-ig, amikor elhurcolták őket. Darnózseli kisebb központja volt a környék zsidó lakosságának, hiszen imaházuk és temetőjük is volt a községben. Az imaház a Fő utcán volt, amit 1945 után elbontottak. A temetőt 1883-ban nyitották meg. Az utolsó temetés 1943-ban volt itt. A község fiataljai (az “Új Tükör” Ifjúsági Klub, a KISZ Alapszervezet és a Szigetköz Táncegyüttes tagjai) 1984-85-ben rendbe tették, s azóta is gondozzák. Egy emlékfal került még felállításra a darnózseli és a szigetközi deportálások áldozatainak emlékére, amelyet a munka befejeztével 1985. május hónapban lepleztek le.
Darnó és Zseli első írásos említése 1443-ból származik, a hédervári grófi család egyik oklevelében találkozhatunk velük. Akkori elnevezésük: Darnow és Selew, Seli. E nevek szláv eredetűek, s minden bizonnyal a lakosság foglalkozására utalnak (Darnow: gyep, gyepes, gyepű-telep; Selew: káposztás). Lakói pásztorkodással és káposztatermeléssel foglalkoztak. Géza fejedelem Héder és Wolfger testvéreknek adta szállásbirtokul a Szigetközt, nekik köszönhető a szigetközi települések kialakulása. Darnó és Zseli a 12. században kezdett benépesülni, a 16-17. században az erre portyázó török seregek többször megsarcolták és feldúlták a két falut. A falu 1788-ig a hédervári egyházközség fíliája volt. 1788 szeptemberében kapta meg az első önálló plébánosát. 1857-ben gróf Viczay Héder visszaperelte jobbágyaitól a földet, erdőket és kedvezményeket.
A község 1884-ig Pozsony vármegyéhez és a Dunaszerdahelyi járáshoz tartozott. A Rákóczi-szabadságharc idején labancok és kurucok egyformán garázdálkodtak itt. 1809-ben I. Napóleon császár katonái rekviráltak és felgyújtották mindkét falut. Ennek az időszaknak emléke a francia katonai emlékmű, melyet 1818-ban emeltek rokonai egy itt meghalt lengyel származású francia tiszt emlékére.
1787-ben épült a temetőben a templom, és vele együtt létesült az önálló plébánia. Ugyanis ez idáig fíliája volt a község a hédervári plébániának. 1805-ben emelték az első katolikus oskolaházat a faluban. Az 1860-as években építette a Szent-János kápolnát a Karácsony család. A neoklasszicista stílusú temploma 1930-ban épült. Sokszor pusztítottak árvizek, járványok és tűzvészek errefelé.
Vályi András: Magyar országnak leírása. 1796–1799.
"DARNÓ. Magyar falu Poson Vármegyében, a’ Sziget közben, Győr Vármegyének szélénél, földes Ura Gróf Viczay Uraság, lakosai katolikusok, fekszik Mosontól mintegy más fél mértföldnyire, határjának gazdag termékenységéhez, ’s szép tulajdonságaihoz képest, mint hogy vagyonnyait Óváron, és Győrben jól eladhattya, első Osztálybéli."
"ZSELI. Magyar falu Pozsony Várm. földes Ura Gr. Viczay Uraság, lakosai katolikusok, fekszik Darnóhoz nem meszsze, mellynek filiája, a’ Szigetközben, Pozsony, és Győr Vármegyék’ szélein; határja 2 nyomásbéli, tiszta búzát, és rozsot terem, káposztát középszerűen; réttye, erdeje nints, legelője kevés, piatza Óváron, és Győrben."
Fényes Elek: Magyarországnak, s a hozzá kapcsolt tartományoknak mostani állapotja statistikai és geographiai tekintetben. 1836–1841.
"Darnó, Pozson m. magyar falu, a Szigetközben, Hedervárhoz 1/2 órányira. Számlál 672 kath., 29 zsidó lak. Kat. paroch. templom. Rétjei, földjei termékenyek; erdeje szép; káposztája kapós; juhtenyésztése nevezetes. F. u. gr. Viczay. Ut. p. Győr."
1934. január 1-jén Mosondarnó és Zseli egyesüléséből jött létre Darnózseli község. A falu nevezetes szülötte Karácson Mihály, aki a magyar műszaki oktatás úttörője volt, valamint Érsek Imre, tanító.
A környéken Darnózseli rendelkezik a legnagyobb szántóterülettel. 1992-ben az összterület 78,3%-a szántóföld volt. Határa, illetve tájszerkezete a 18. század óta lényegesen nem változott. A lakosság foglalkoztatásának mindenkor markáns meghatározója volt a mezőgazdaság. 1959-ben alakult Darnón a Béke Tsz., Zseliben az Aranykalász Tsz. 1963-ban egyesültek, és egészen 1976-ig Béke Tsz. néven működtek. 1976-ban a környék szövetkezetei egyesültek és “Szigetközi Magyar–Csehszlovák Barátság Tsz.” néven működtek 1990-ig. Ma újra Béke TKSz. néven működik a Szövetkezet. A község infrastruktúrája jó.
A községből egyformán megközelíthetők a Mosoni-Duna és az Öreg-Duna horgász- és kirándulóhelyei. Idegenforgalmi szempontból az átmenő jelleg dominál, ám a turisták megállítását, szórakozását és pihenését az egyre gyarapodó vendéglátó- és szálláshelyek szolgálják. A falusi turizmus keretében több család is berendezkedett a vendégfogadásra. Az iskolában egy Szigetközzel kapcsolatos állandó helytörténeti kiállítás nézhető meg. A temető mellett 100 éves millenniumi -“hálafák”- hársfák találhatók, amelyeket 1896-ban ültettek az országos millenniumi ünnepségek kapcsán. Ugyanitt van a második világháborúban elesett, eltűnt darnózseli katonák emlékhelye is, a kopjafa. A zsidótemetőben pedig az emlékfalon elhelyezett tábla emlékezik meg a holokauszt darnózseli és szigetközi áldozatairól. A Darnózseli – Lipót úton (1404-es közút) nagyon szép helyi védettségű vadgesztenyefasor húzódik, melyet az 1930-as években telepítettek.
Darnózseli térsége a Szigetköz biológiailag értékes területe. A hajdani Duna-ág mára Hidegkúti érré szerényült. Egyik medre (nagy kanyarulat) és a Parázsszeg-dűlő határolja a Zseli erdőt (itt folytak honfoglalás kori ásatások), mely a szigetközi út mellett bújik meg. A szép ártéri ligeterdő (Zseli-Remes) azért érdekes, mert viszonylag kis területen (6,8 hektár) mind a puhafa (tűz, mézgás éger, korai nyár) mind a keményfa (tölgy, kőris, szil) jellemző fajai megtalálhatók. Védett, mert ez az erdőfolt tipikus ártéri keményfa-ligeterdő. Egész Szigetközben, sőt az egész Kisalföldön kizárólag itt található a természetes előfordulású tatár juhar. Az erdőt, mivel ilyen vegetációtörténeti faj-maradványok vannak benne, valószínűleg több ezer év óta nem mosta el az árvíz.
A település hagyományait ápolja az Őszirózsa Nyugdíjasklub Énekkara, valamint a Szigetköz Táncegyüttes. Élő népművész: Sipos Anna csuhéfonó népművész, aki 1986-ban megkapta a “Népművészet Mestere” címet is.

## Idegen elnevezései
Horvátul a településnek két neve van. A bezenyei horvátok Darnuovónak, a horvátkimleiek Dernuovónak hívták a falut.

## Közélete

### Polgármesterei
- 1990–1994: Tamás Lőrincné (MSZP)[7]
- 1994–1998: Tamás Lőrincné (MSZP)[8]
- 1998–2002: Tamás Lőrincné (MSZP)[9]
- 2002–2006: Fazekas Zoltán (független)[10]
- 2006–2010: Fazekas Zoltán (független)[11]
- 2010–2014: Fazekas Zoltán (független)[12]
- 2014–2019: Fazekas Zoltán (független)[13]
- 2019–2022: Fazekas Zoltán (független)[14]
- 2022–2024: Némethné Molnár Andrea (független)[15]
- 2024– : Némethné Molnár Andrea (független)[1]

A településen 2022. július 17-én időközi polgármester-választást (és képviselő-testületi választást) kellett tartani, mert a korábbi képviselő-testület 2021. augusztus 4-én feloszlatta magát. A két dátum közti aránylag hosszú időtartamot a koronavírus-járvány miatt elrendelt korlátozások indokolták, mivel a járványhelyzet fennállása alatt Magyarországon nem lehetett választást kitűzni.

## Népesség
A település népességének változása:
| Lakosok száma | 1566 | 1556 | 1524 | 1622 | 1599 | 1615 | 1636 |
|               | 2013 | 2014 | 2015 | 2021 | 2022 | 2023 | 2024 |

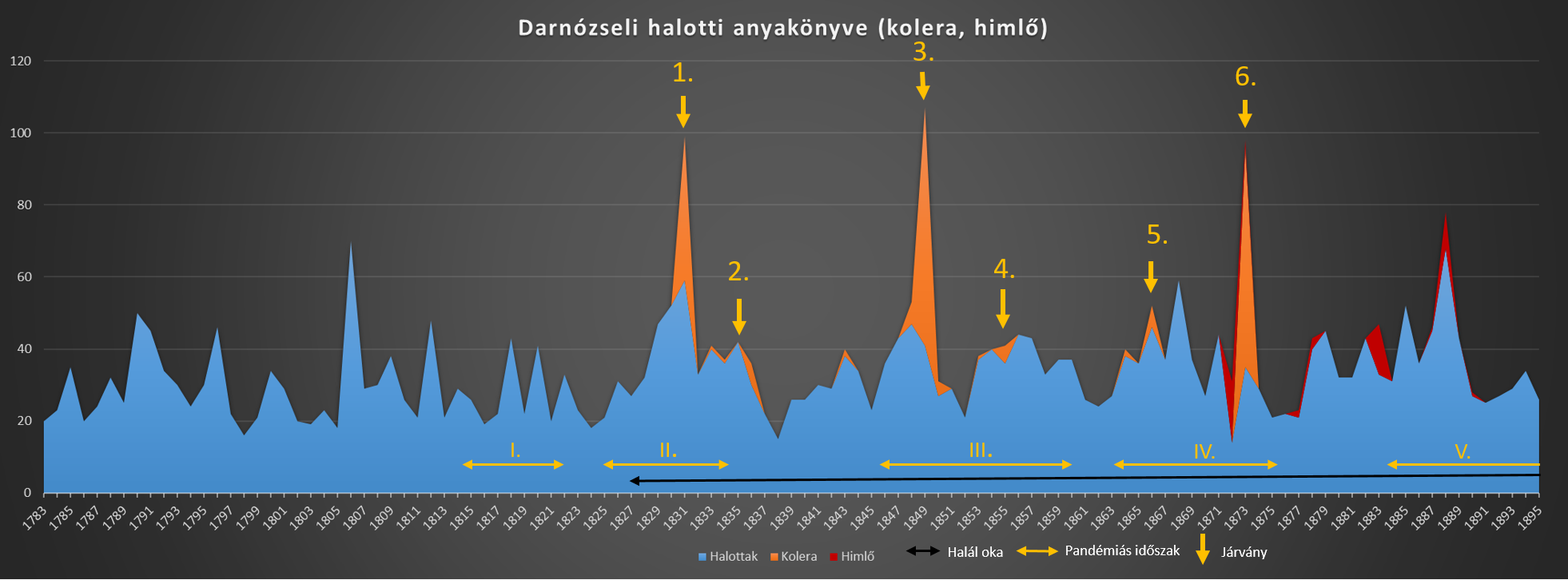
Darnó (Zseli) települést érintő járványok Forrás: Darnó halotti anyakönyv Készítette: Bacsa Máté

A 2011-es népszámlálás során a lakosok 88,2%-a magyarnak, 0,4% horvátnak, 0,6% németnek mondta magát (11,8% nem nyilatkozott; a kettős identitások miatt a végösszeg nagyobb lehet 100%-nál). A vallási megoszlás a következő volt: római katolikus 70,6%, református 2,3%, evangélikus 0,3%, felekezeten kívüli 3,4% (22,9% nem nyilatkozott).
2022-ben a lakosság 89,4%-a vallotta magát magyarnak, 1,2% németnek, 0,4% románnak, 0,4% szlováknak, 0,3% horvátnak, 0,2% lengyelnek, 0,1-0,1% szerbnek, bolgárnak és szlovénnek, 1,8% egyéb, nem hazai nemzetiségűnek (10,3% nem nyilatkozott; a kettős identitások miatt a végösszeg nagyobb lehet 100%-nál). Vallásuk szerint 45,5% volt római katolikus, 2,3% református, 0,4% görög katolikus, 0,1% evangélikus, 2,3% egyéb keresztény, 0,9% egyéb katolikus, 8,4% felekezeten kívüli (39,9% nem válaszolt).

## Nevezetességei
Darnózseli fő nevezetessége a katolikus templom, a temetőkápolna, a „kőkíp” (a francia oszlop), a Mikota-tó és környéke.

### A katolikus templom
A 19. században a falu számára a gyarapodással párhuzamosan egyre sürgetőbbé vált, hogy a település szélén álló kicsi, sokszor megrongált templom helyett új épüljön. Ennek első lépése volt, hogy ezen a helyen (templomnál) 1869-ben kis kápolnát építettek. A kor eklektikus stílusjegyeit viselő kápolna azonban nem jelentett megoldást. 1914 májusában már elkészültek az új templom tervei, de a világháború miatt nem kezdődött meg az építkezés. A falu plébánosa, (Fórika) Köllő János a háború után tovább szorgalmazta a templom építését. Magas egyházi és állami pártfogókat és adományozókat szerzett, megnyerte a falu lakosságát, és 1929 nyarán Pavlovics Károly tervei alapján, megindult az építkezés. A kis kápolnát lebontották, és az év végére tető került a templomra. A század első stílusaiban épült. Az egyhajós, egytornyú templom hosszanti homlokzati díszítése karcsúsítja és megnyújtja a templomot. Az oldalhomlokzat is a neogótikát idézi. A világos nagyterű templombelső harmonizál a külsővel. Az orgonát Rieger Ottó pesti cége készíttette, a szentek képeit ábrázoló üvegablakok szintén pesti műhelyben készültek. Az oltár és a stációképek Heckenast János munkái. A padokat Igali János, helybéli asztalos készítette.
1930. július 6-án, dr. Serédi Jusztinián bíboros érsek, hercegprímás szentelte fel a templomot.

### A temetőkápolna
Dombhorgason, a Duna-ágak által körülölelt falu legmagasabb része a temető. Itt építette 1440 körül Héderváry Lőrinc az első templomot. Az építtető személye ugyanezt valószínűsítheti, de írásos bizonyíték nincs rá. Azt viszont biztosan tudjuk, hogy a ma látható  apszismaradvány templomhajóját Viczai Jánosné Hédervári Katalin építtette. Halálakor (1681) már álltak a falak, de a befejezés, fia Viczai János nevéhez fűződik. 1703-ban szentelték fel a 18 méter hosszú, 8 méter széles, egytornyú egyhajós barokk templomot. A 18. században harangot kapott, és "a főoltáron Szent József képe ékeskedett, egyik oldalon az angyal keltegette, a másik oldalon Szűz Mária volt a kisdeddel". A Duna áradásai ismételten megrongálták, a XIX. században egy tűzvész pedig a teljes tetőszerkezetet és boltozatot elpusztította, ezért felmerült, hogy a két faluhoz képest kicsi és sokat szenvedett templom helyett újat építsenek. Erre csak 1929-ben került sor. Ekkor lebontották az itt álló templom tornyát és hajóját, és csak az apszis maradt meg. 1965-ben, a restaurálás során az apszist felújították, és szemléletes módon jelölték a XVII. századi barokk templom alapfalait.

### A francia oszlop („Kőkíp”)
1809-ben Napóleon újabb hadjáratot indított a Habsburg Birodalom ellen. A császár kiáltványban kérte a magyar nemességet, álljon mellé, és válasszon szabad akaratából nemzeti királyt. A magyar rendek sérelmeik dacára kitartottak a Habsburg-ház mellett, és Győrött csatát vívtak Napóleon ellen. Darnózseli a hadak vonulásának útjába esett. A falu plébánosa és a francia kapitány között szinte baráti kapcsolat alakulhatott ki. Nem tudjuk, hogy a kapitány azonos-e Georg Rilovit lengyel tiszttel, aki egy kisebb csetepatéban halálos lövést kapott. Felesége az ő emlékére állította ezt az emlékoszlopot.

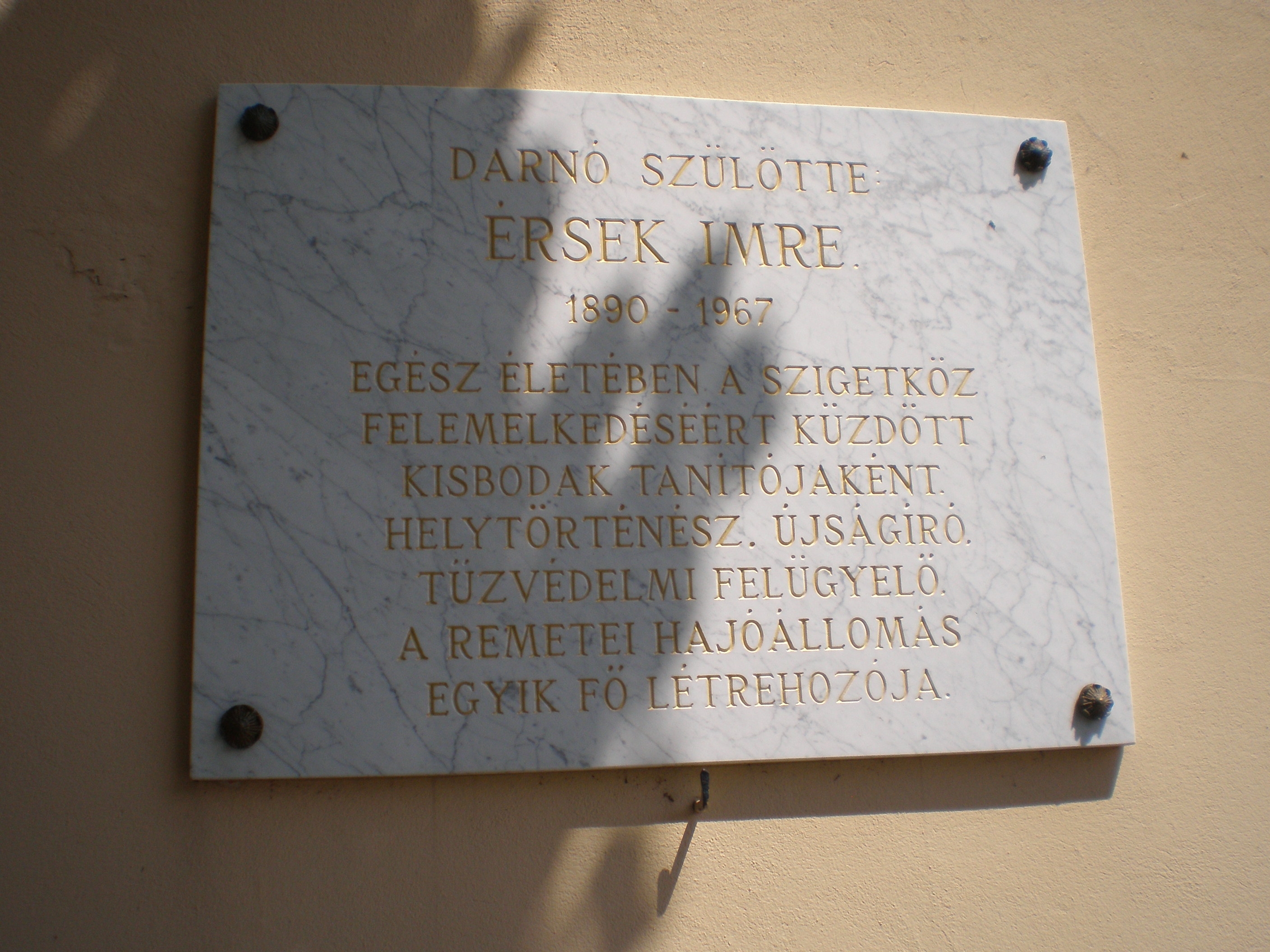
Érsek Imre emléktáblája a kápolna falán
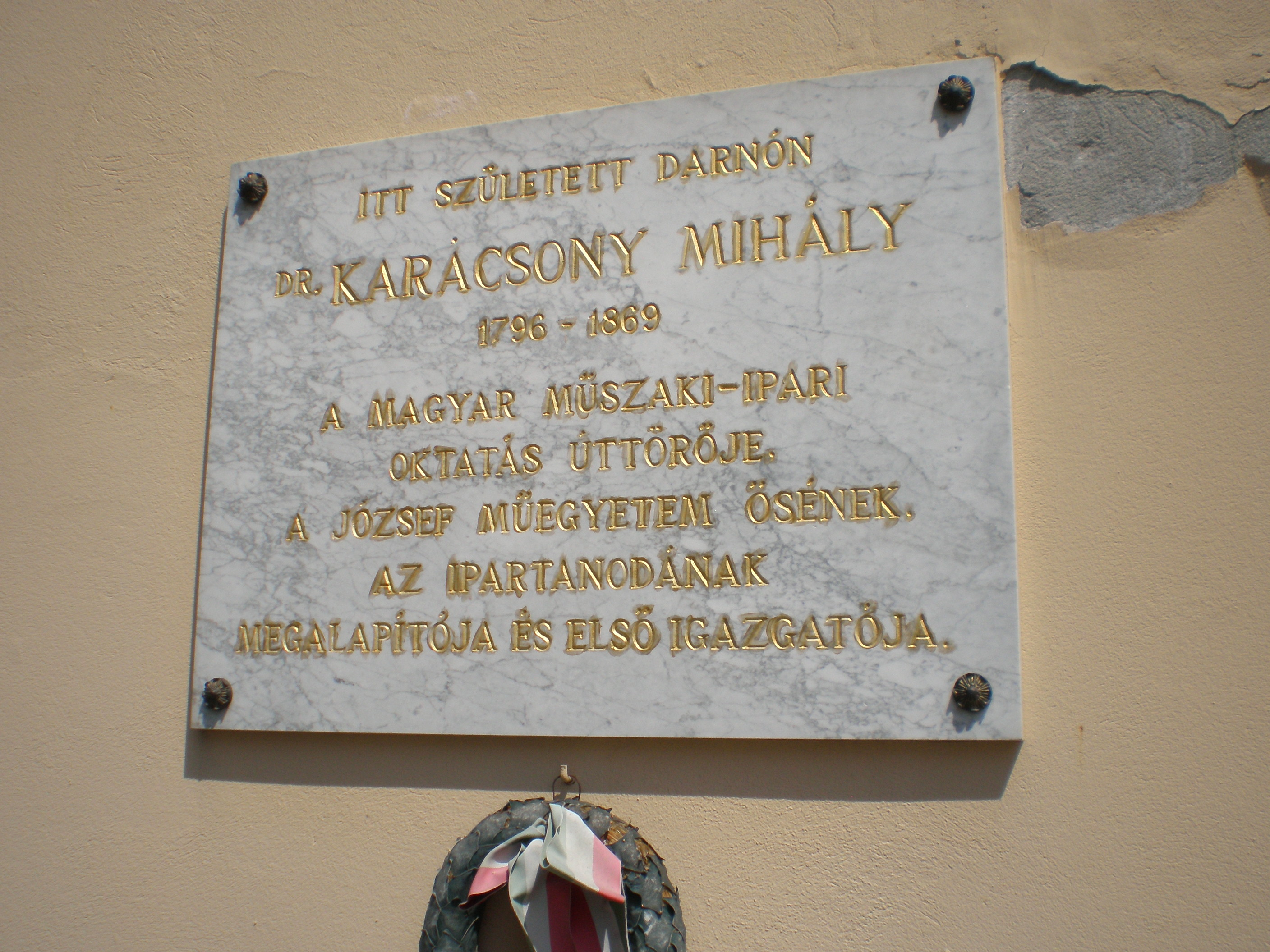
Dr. Karácsony Mihály emléktáblája a kápolna falán
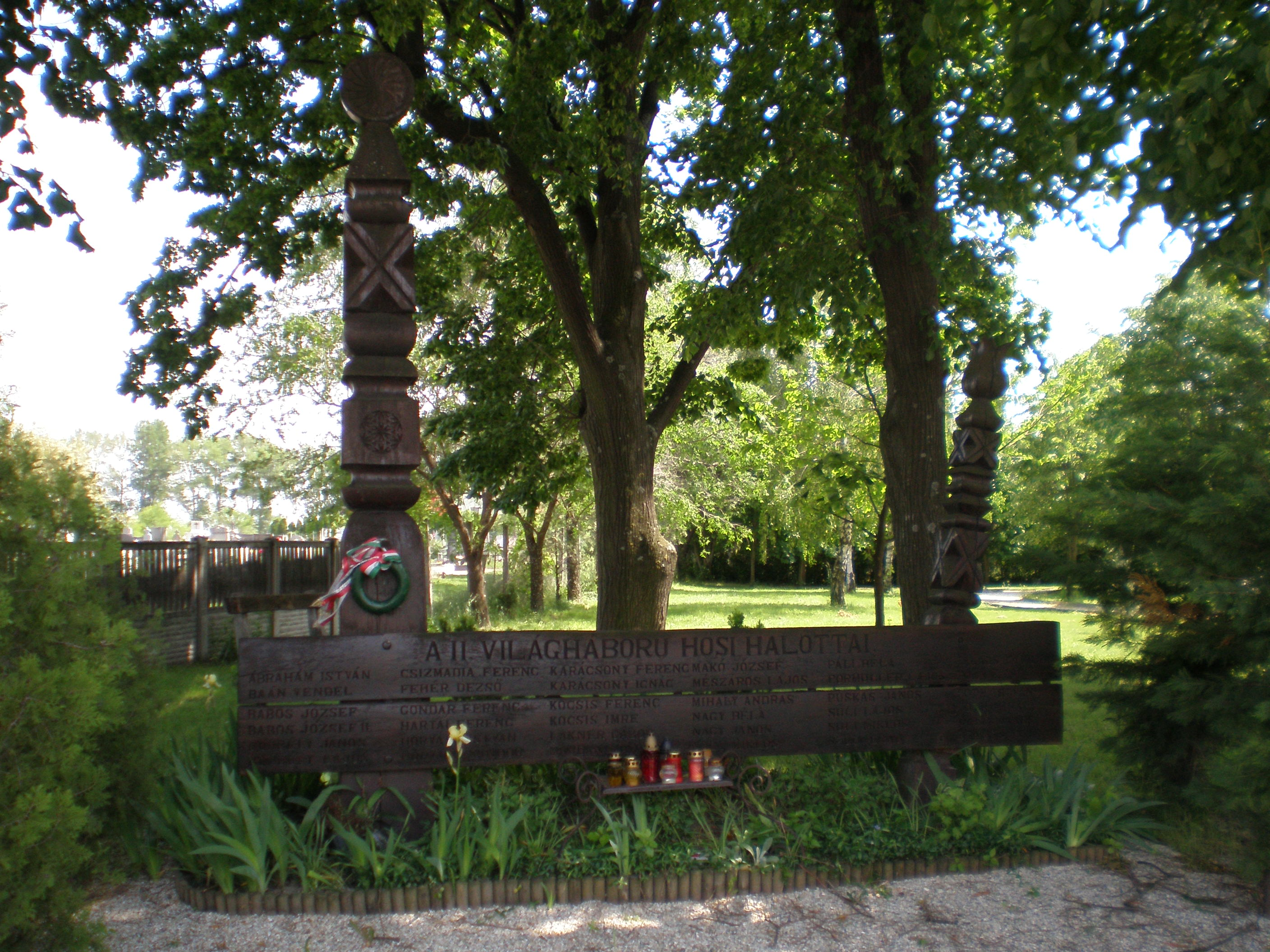
Második világháborús emlékmű
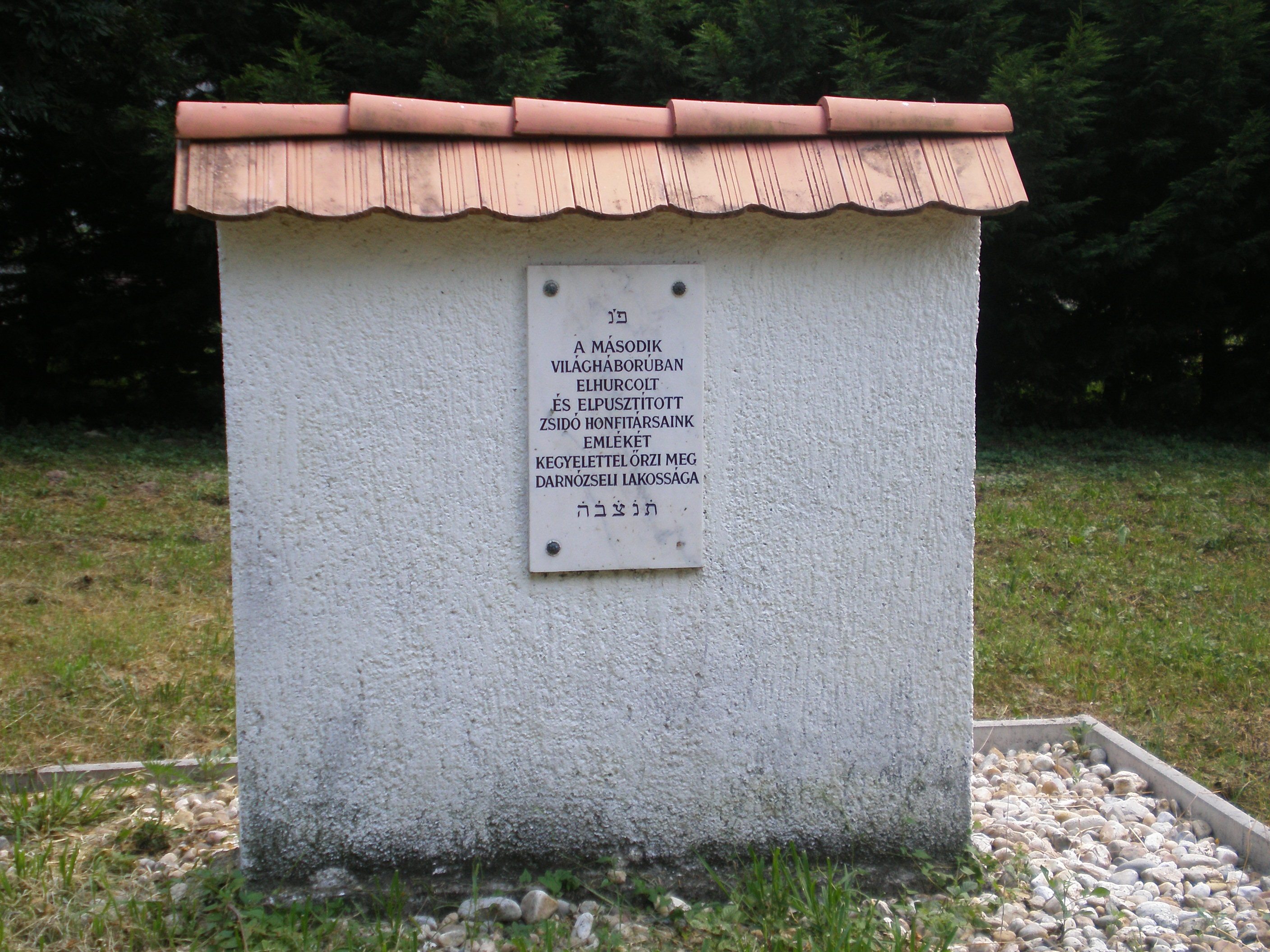
Holokauszt emlékmű
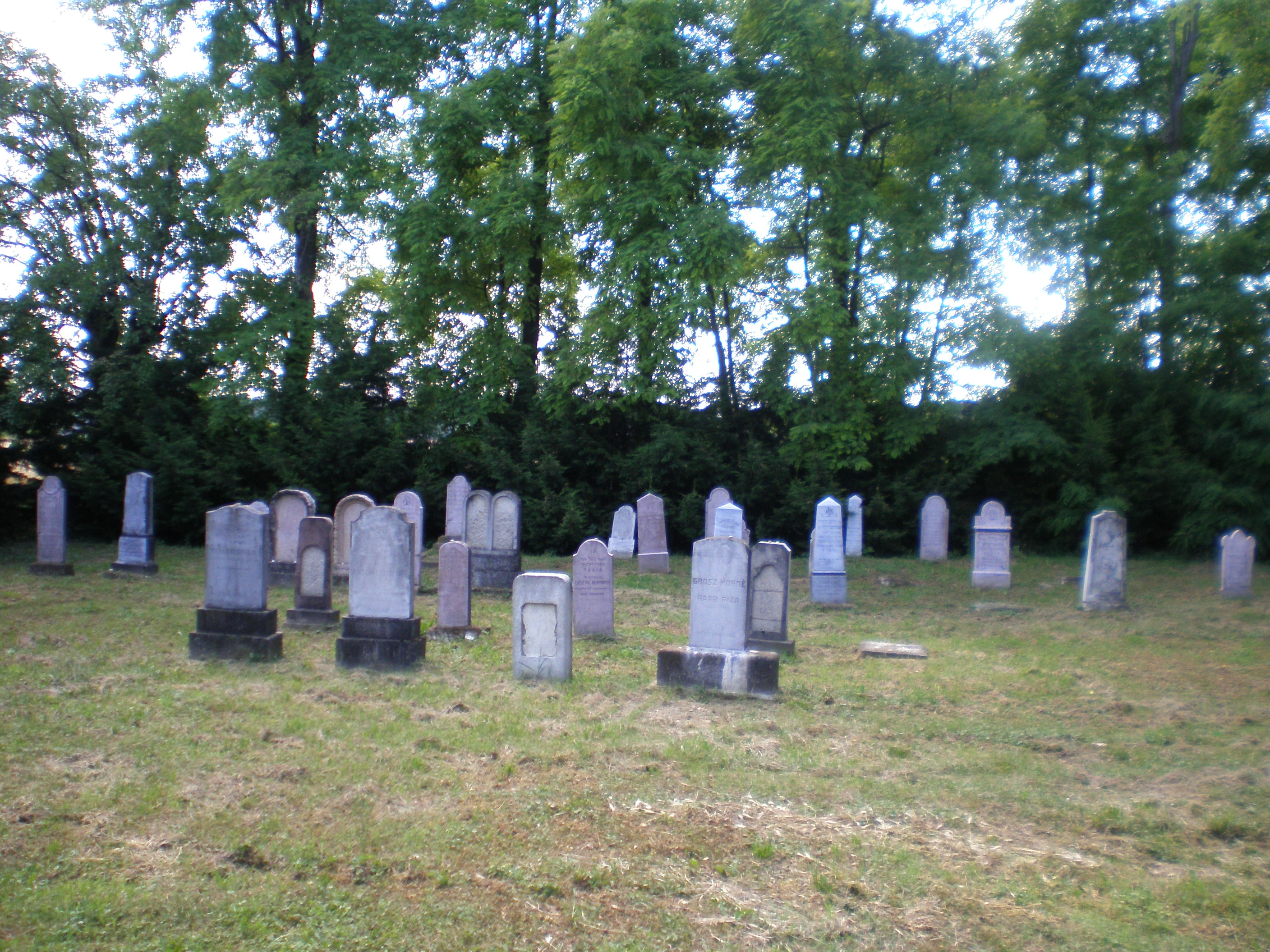
Zsidó temető

## Kapcsolódó szócikk
- Darnózseli ügy